# Astrorhizinulla
Astrorhizinulla es un género de foraminífero bentónico de la familia Hippocrepinellidae, de la superfamilia Astrorhizoidea, del suborden Astrorhizina y del orden Astrorhizida. Su especie tipo es Psammosiphonella aetheria. Su rango cronoestratigráfico abarca el Holoceno.

## Discusión
Clasificaciones previas incluían Astrorhizinulla en la familia Bathysiphonidae, así como en el suborden Textulariina del orden Textulariida.

## Clasificación
Astrorhizinulla incluye a las siguientes especies:
- Astrorhizinulla aetheria
- Astrorhizinulla angulosa
- Astrorhizinulla fusiformis
- Astrorhizinulla gigantea
- Astrorhizinulla granulosa
- Astrorhizinulla salebrosa